# 科爾伯恩 (印地安納州)
科爾伯恩（英語：Colburn）是位於美國印地安納州蒂珀卡努縣的一個人口普查指定地區。該地的面積和人口皆未知。

## 地理
科爾伯恩所處的海拔為高於海平面202米（即663英呎），而該地所採用的時區為UTC-5，即北美東部時區（EST）。同時該地設有夏令時間，為UTC-5調快一小時，即UTC-4（EDT）。